# Doris Weßels

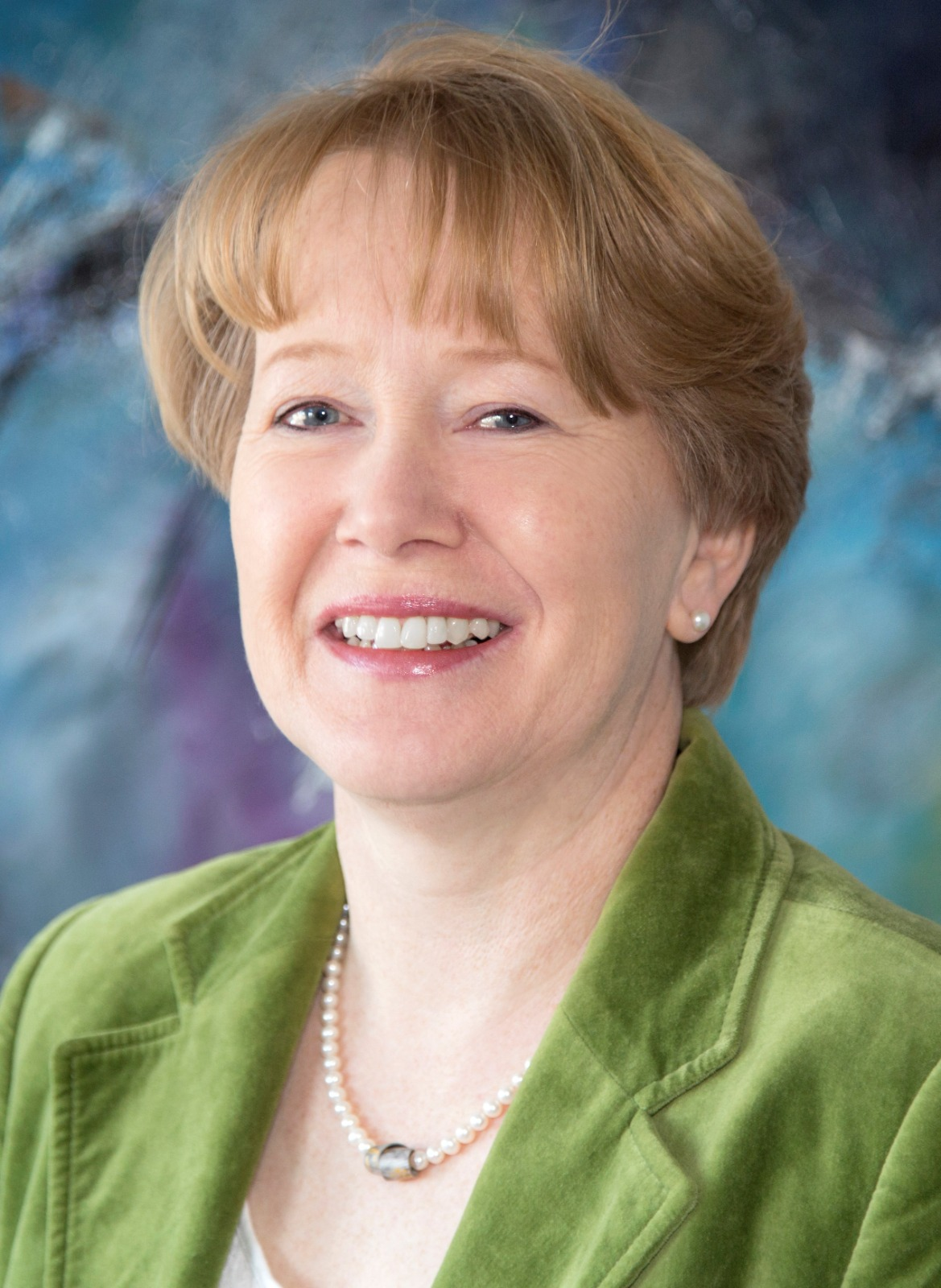
Doris Weßels (2023)

Doris Weßels (* 24. Januar 1962 in Emstek) ist eine deutsche Wirtschaftsinformatikerin und Hochschulprofessorin. Sie lehrt an der Fachhochschule Kiel mit Schwerpunkt Projektmanagement sowie Natural Language Processing. Seit 2018 liegt ihr Forschungsschwerpunkt auf den Entwicklungen im Bereich Natural Language Processing und den daraus resultierenden Folgen für den Bildungsbereich. Im September 2022 war sie Mitgründerin und seitdem Mitglied im Leitungsteam des virtuellen Kompetenzzentrums: Künstliche Intelligenz und wissenschaftliches Arbeiten (VK:KIWA).

## Leben
Weßels wuchs in Südoldenburg auf und legte 1981 ihr Abitur am Clemens-August-Gymnasium in Cloppenburg ab. Danach studierte sie an der Westfälischen Wilhelms-Universität Münster im Diplomstudiengang Mathematik mit Nebenfach Betriebswirtschaftslehre mit zusätzlichem Wahlfach Informatik. Anschließend war sie als wissenschaftliche Mitarbeiterin am Institut für Numerische und instrumentelle Mathematik an der Universität Münster tätig sowie als Lehrbeauftragte im Fach Mathematik an der Fachhochschule Münster. Von 1989 bis 1992 arbeitete sie als wissenschaftliche Mitarbeiterin an der Carl von Ossietzky Universität Oldenburg. Dort wurde sie 1992 zum Dr. rer. pol. promoviert mit der Dissertation Modellierungskonzepte im Rahmen eines umweltschutzinduzierten Innovationsmanagement.
Bis 2004 war sie in verschiedenen Fach- und Führungspositionen in den Branchen Maschinen- und Anlagenbau, Telekommunikation und Banken tätig.
Von 2004 bis 2008 war sie Professorin für Wirtschaftsinformatik an der Berufsakademie Schleswig-Holstein (heute Duale Hochschule Schleswig-Holstein (DHSH)). Seit 2008 ist sie als Professorin an der Fachhochschule Kiel am Fachbereich Wirtschaft im Institut für Wirtschaftsinformatik und übt dort zudem seit 2022 das Amt der Forschungssprecherin für Digitalisierung und KI aus. Neben ihren Regional- und Fachgruppentätigkeiten in der Deutschen Gesellschaft für Projektmanagement (GPM) e.V. ist sie stellvertretende Vorstandsvorsitzende der Digitalen Wirtschaft Schleswig-Holstein e.V. (DiWiSH).

## Forschungsschwerpunkte
2018 hielt Weßels im Rahmen der ersten KI-Landeskonferenz-Schleswig-Holstein erstmals einen Vortrag, der sich mit generativen KI-Sprachmodellen und deren Implikationen für den Bildungssektor beschäftigte. Sie ist Initiatorin der Themengruppe KI und Academic Writing im KI-ExpertLab Hochschullehre des BMBF-geförderten Pilotprojektes KI-Campus. Dieses hochschulübergreifende Netzwerk von Lehrenden fokussiert sich auf die Erarbeitung zukunftsorientierter Gestaltungsansätze sowie notwendiger Anpassungen der Lehre in Zeiten von KI. In einem Livestream des KI Campus reflektierte sie mit Aljoscha Burchardt vom Deutschen Forschungszentrum für Künstliche Intelligenz den Hype um ChatGPT ebenfalls mit Blick auf die Anwendungen im Bildungsbereich.
Von 2021 bis 2023 leitet sie das vom Land Schleswig-Holstein geförderte Forschungsprojekt „Das akademische Schreiben von Studierenden im Zeitalter KI: Explorative Pilotstudie an Hochschulen in Schleswig-Holstein“. Aus diesem Projekt heraus hat sich das virtuelle Kompetenzzentrum Künstliche Intelligenz und wissenschaftliches Arbeiten (VK:KIWA) gebildet, welches vom Stifterverband für die deutsche Wissenschaft e.V. gefördert wird. Als Ziel ihrer Arbeit beschreibt das Kompetenzzentrum die Punkte Forschung und Wissenstransfer, Beratung und Dienstleistungen, Qualifizierungs- bzw. Schulungsangebote, Transformation sowie Netzwerkaufbau und Communitymanagement.
Seit 2023 leitet sie das von ihr initiierte KI-Förderprojekt des Landes Schleswig-Holstein zum Thema AI-Assisted Entrepreneurship Education and Development, welches die Potenziale generativer KI-Technologien für Gründungsprozesse untersucht. Zudem leitet sie das Projekt Zukunftslabor Generative KI unter dem Dach des KI-Anwendungszentrums Schleswig-Holstein.
Weßels hat verschiedene Schul-, Bildungs- und Kultusministerien bei Fragen zum Thema KI und Anpassung der Lehre unterstützt. Unter anderem war sie bei der 381. Kultusministerkonferenz in Berlin im März 2023 geladen und informierte die Minister über KI im Bildungsbereich. In einem im Vorlauf zur KMK veröffentlichten Tagesspiegel-Artikel erläuterte Weßels, welche Zukunftsthesen sie dort präsentieren wolle,: „1) Chatbots werden zum individuellen Lernbegleiter; 2) Rein deskriptive und synthetisierende, auf vorhandene Literaturquellen bezogene Arbeiten verlieren an Bedeutung; und 3) Die Rolle der Lehrenden wird sich ändern. Sie fungieren eher als Coaches, die eine Orientierung geben, über Tool-Kompetenz verfügen und für die Lernenden geeignete Lernsettings schaffen, die gleichermaßen digitale Lernformen wie auch den persönlichen Austausch berücksichtigen. Auf diese Entwicklungen müsse man sich einstellen – und die Lehrkräfte entsprechend vorbereiten.“
Aufgrund dieser langjährigen Expertise wurde sie von der renommierten Table-Media-Redaktion als eine der zehn führenden Köpfe der deutschsprachigen Bildungsszene in der Kategorie „Wissenschaft“ ausgezeichnet.

## Öffentliche Auftritte
Mit der Veröffentlichung des KI-Chatbots ChatGPT Ende 2022 und dem damit verbundenen steigenden Interesse der Öffentlichkeit, trat Weßels mehrfach als Expertin in den deutschen Medien in Erscheinung. Nach einem Impulsvortrag Weßels an der Rheinland-Pfälzischen Technischen Universität, moderiert von der Informatikerin und Wissenschaftskommunikatorin Katharina Zweig, folgten zahlreichen Interviews und Gastbeiträge in deutschen Zeitungen, wie dem Spiegel, der ZEIT, FAZ, Tagesspiegel oder Focus Online. Auch im Rundfunk und Fernsehen war Weßels seit Anfang 2023 mehrfach als Expertin zum Thema „Auswirkung von Künstlicher Intelligenz auf den Bildungssektor“ zu Gast, zum Beispiel in einem Interview in den ARD Tagesthemen sowie bei Tagesschau24, beim NDR, RTL, Sat1. und 3sat (Scobel). Vermehrt trat sie seitdem als Expertin und Diskutantin auf verschiedenen Konferenzen und Kongressen auf,  unter anderem dem Digital-Gipfel der Bundesregierung 2023 sowie der re:publica2024.

## Publikationen (Auswahl)
- Betrieblicher Umweltschutz und Innovationen. Modellkonzepte und Realisierung. (Reihe Neue betriebswirtschaftliche Forschung). Zugl. Dissertation, Gabler, Wiesbaden 1992, ISBN 978-3-409-13671-6.
- Zukunft der Wissens- und Projektarbeit: Neue Organisationsformen in vernetzten Welten. Symposion Publishing, 2014, ISBN 978-3-86329-620-9.
- Digitale Disruption und Künstliche Intelligenz – Hochschulen im Dornröschenschlaf? In: Friedrich-Ebert-Stiftung (Hrsg.): Netzwerk Wissenschaft. 2. Oktober 2020 (fes.de).
- Original oder Plagiat? Hochschulen und wissenschaftliche Arbeiten im Zeitalter künstlicher Intelligenz(en). In: Deutscher Hochschulverband (Hrsg.): Forschung & Lehre. Jg 27 (2020), Nr. 6, S. 504–505.
- Verführerische Werkzeuge - Plagiate und KI-gestützte Textproduktion an Hochschulen? In: Deutscher Hochschulverband (Hrsg.): Forschung & Lehre. Dezember 2021 (forschung-und-lehre.de).
- mit Anika Limburg, Melanie Lucht, Margret Mundorf, Peter Salden: Künstliche Intelligenz in Schreibdidaktik und -beratung: Quo Vadis? In: F. Liebetanz, D. Kreitz, L. Dalessandro, M. Markus (Hrsg.), Journal für Schreibwissenschaft, Bielefeld 2022, doi:10.3278/JOS2201W

- mit Anika Limburg, Margret Mundorf, Peter Salden: Plagiarismus in Zeiten künstlicher Intelligenz. In: Zeitschrift für Hochschulentwicklung. Themenheft Akademische Kultur und Wissenschaftsfreiheit angesichts der Digitalisierung von Lehren und Lernen, Jg. 17 Nr. 3, Oktober 2022, S. 91–106 (zfhe.at).

- Meilenstein der KI-Entwicklung? Der Chatbot ChatGPT. In: Deutscher Hochschulverband (Hrsg.): Forschung & Lehre. Januar 2023, S. 26 f.
- mit Eike Meyer: Natural Language Processing im akademischen Schreibprozess – mehr Motivation durch Inspiration? In: Tobias Schmohl, Alice Watanabe, Kathrin Schelling (Hrsg.): Künstliche Intelligenz in der Hochschulbildung: Chancen und Grenzen des KI-gestützten Lernens und Lehrens. 1. Auflage. transcript, Bielefeld 2023, ISBN 978-3-8376-5769-2, S. 227–251.
- Stellungnahme zu ChatGPT für den Bundestagsausschuss Bildung, Forschung und Technikfolgenabschätzung. In: Ausschussdrucksache 20(18)108c. 24. April 2023 (bundestag.de [PDF; abgerufen am 11. August 2024]).
- mit Claudia Lemke, Vera Meister: Kritische Reflexion und Handlungsansätze zum Einsatz Generativer KI in der Wirtschaftsinformatik-Lehre. In: Christian Czarnecki, Alexander Lübbe, Vera G. Meister, Christian Müller, Mike Steglich, Mathias Walther (Hrsg.): Angewandte Forschung in der Wirtschaftsinformatik 2023: Tagungsband zur 36. AKWI-Jahrestagung. 6. September 2023, doi:10.15771/1794.
- mit Ulrike Aumüller, Colin Kavanagh, Dennis Przytarski: Einsatz generativer KI als „Booster“ für Gründungsprojekte. In: Christian Bernert, Steffen Scheurer, Harald Wehnes, (Hrsg.): KI in der Projektwirtschaft - Was verändert sich durch KI im Projektmanagement? 1. Auflage. UVK Verlag, 2024, ISBN 978-3-381-11131-2, S. 305–320, doi:10.24053/9783381111329.
- mit Ulrike Aumüller, Max Behrens, Colin Kavanagh, Dennis Przytarski: Mit generativen KI-Systemen auf dem Weg zum Human-AI Hybrid in Forschung und Lehre. In: Gerhard Schreiber, Lukas Ohly (Hrsg.): KI:Text. Diskurse über KI-Textgeneratoren. De Gruyter, 2024, ISBN 978-3-11-135096-7, S. 47–66, doi:10.1515/9783111351490-005.